# Convertisseur bas

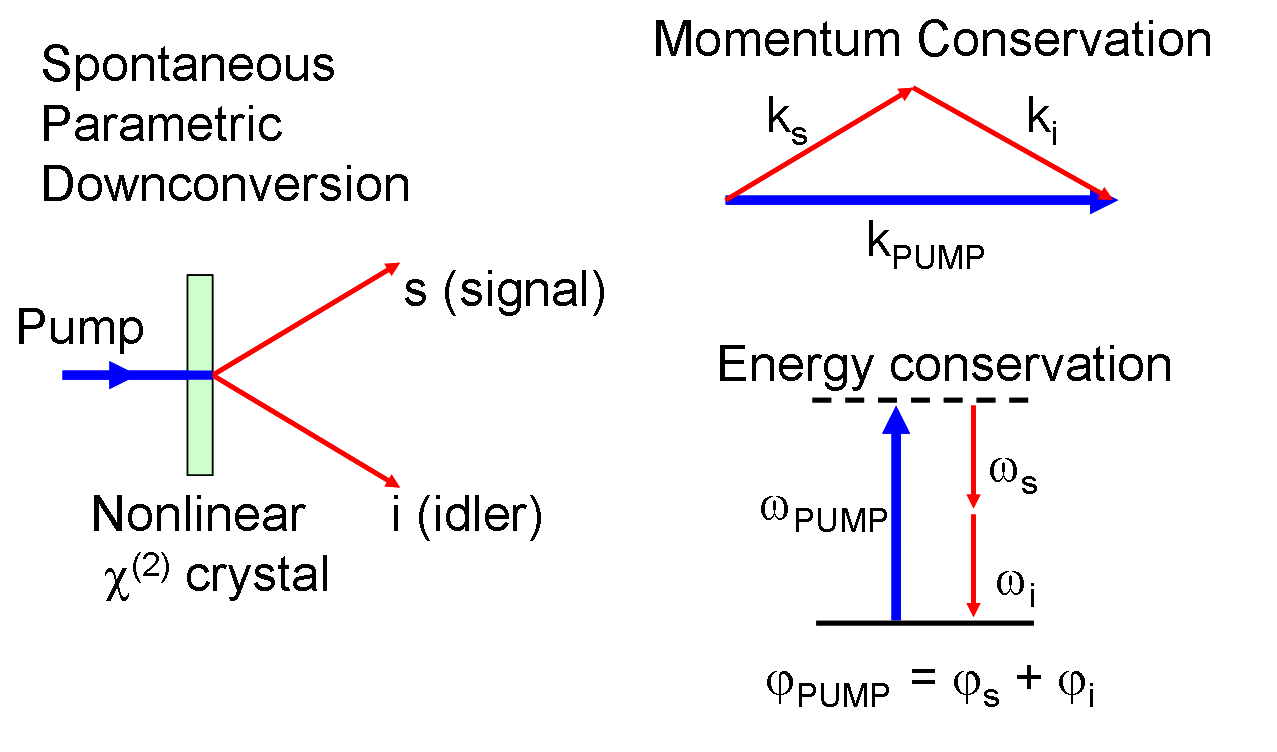
La conversion descendante génère deux photons à partir d'un photon "pompe". Les deux photons sont intriqués et ont une énergie et quantité de mouvement totale égale à celle du photon "pompe".

En optique quantique, une conversion paramétrique descendante spontanée (Spontaneous parametric down-conversion en anglais) est un procédé d'optique non linéaire permettant d'obtenir deux photons corrélés à partir d'un seul photon "pompe". Ce processus est un des plus importants pour générer des états non classiques de la lumière, grandement utilisé en optique quantique pour générer des états de Fock, des paires de photons intriqués et est utilisé dans de nombreuses expériences permettant de vérifier les prédictions de la mécanique quantique, comme l'expérience de la gomme quantique, l'expérience de la gomme quantique à choix retardé, etc. Ce processus peut également être employé dans les procédés de cryptographie quantique, ou de téléportation quantique dans le cadre de l'informatique quantique.
L'état quantique des deux photons produits (dits "signal" et "passif") est entièrement intriqué et corrélé, que cela soit au niveau de leur position, leur quantité de mouvement, leur fréquence, leur polarisation, ou toute autre caractéristique physique. Du point de vue de la mécanique quantique, les deux photons forment une seule entité inséparable, et toute action sur l'un a des répercussions instantanées sur l'état de l'autre.
Le mécanisme générant les photons "signal" et "passif" fait intervenir un cristal non linéaire comme le bêta-borate de baryum dont la susceptibilité électrique s'accroit avec la force du champ électrique généré par le photon pompe. Cette polarisation favorise l’absorption du photon pompe et l'émission des deux photons corrélés par émission spontanée provoquée par les fluctuations quantiques du vide. Ce phénomène est donc aléatoire et assez rare, nécessitant de grandes quantités de photons pompe pour obtenir un flux de sortie notable.